# Aristodème (tyran de Mégalopolis)
Pour les articles homonymes, voir Aristodème.
Aristodème (en grec ancien Ἀριστόδημος) était un tyran de la cité grecque de Mégalopolis. Phigalien de naissance, il était le fils d'un certain Artylas avant d'être adopté par Tritaios, un citoyen influent de Mégalopolis.
Aristodème prend le pouvoir à Mégalopolis grâce à Antigone II Gonatas, le roi de Macédoine. Ce dernier avait en effet besoin de l'appui de tyrans philomacédoniens dans diverses cités grecques, comme Mégalopolis mais aussi Argos, Phlionte et Hermione, dans le cadre de la ligue achéenne. Pausanias dit de lui que « pour comble de bonheur malgré sa tyrannie, il était en si grande réputation de vertu, qu'on le surnommait l'homme de bien ». Le même Pausanias rapporte qu'un roi de Sparte nommé Acrotatos attaque Mégalopolis alors que la cité est gouvernée par Aristodème. Il dit cependant qu'il s'agissait d'Acrotatos, fils de Cléomène II, or, il n'a jamais été roi. Il s'agissait donc plutôt d'Acrotatos II, petit-fils du premier. Aristodème sort vainqueur de ce conflit et son adversaire est tué dans la bataille (ce qui permet de la situer en 262 av. J.-C., l'année de la mort d'Acrotatos). En souvenir de cette victoire, Aristodème fait bâtir un portique sur l'agora. Le tyran fit aussi bâtir deux temples à Diane (l'un à l'intérieur de Mégalopolis, l'autre à treize stades de là, dans la localité de Skias) qui existent encore à l'époque de Pausanias (le deuxième était en ruine, cependant).
La tyrannie d'Aristodème prend brutalement fin à une date difficile à préciser, mais située avant 251 av. J.-C.. Il est assassiné autour de cette période par une conjuration menée par Ecdémos et Démophane, deux philosophes mégalopolitains qui avaient choisi l'exil pour échapper à sa tyrannie, et avaient suivi les enseignements d'Arcésilas,. Le tombeau d'Aristodème était encore visible lorsque Pausanias passa à Mégalopolis, plusieurs siècles après sa mort.